# کرایسلر اگزکیوتیو
کرایسلر اگزکیوتیو (Chrysler Executive) نام یک اتومبیل ساخت شرکت کرایسلر است که در سال‌های ۱۹۸۳–۱۹۸۶ در سنت‌لوئیس تولید شده‌است. 
این خودرو در کلاس لیموزین (خودرو) قرار گرفته و طراحی آن خودروهای موتور جلو-محور جلو بوده است. سیستم جعبه‌دندهٔ آن ۳ دنده به صورت خودکار است.